# Adrastea (mitologia)
Adrasteia (in greco antico: (Ἀδράστεια?, Adrasteia) o anche Adrastia, Adrastea, Adrestea, Adastreia è un personaggio della mitologia greca, una ninfa del monte Ida sull'isola di Creta.

## Genealogia
Secondo Apollodoro e Igino è figlia del curete Melisseo mentre Diodoro Siculo scrive che sia figlia del curete Koribas e infine ancora Igino scrive che sia figlia di un altro curete di nome Oleno.
Ha una sorella di nome Ida.

## Mitologia
Adrasteia, che in greco significa inevitabile era una delle ninfe che allevarono Zeus dopo che Rea lo sottrasse alla voracità di Crono e assieme alla sorella Ida lo nascosero in una grotta del monte Ida a Creta nutrendolo con miele e il latte della capra Amaltea.
Si dice che le due sorelle furono in seguito piazzate in cielo come costellazioni dell'Orsa Maggiore e Minore.